# Sporobolus tenacissimus
Sporobolus tenacissimus là một loài thực vật có hoa trong họ Hòa thảo. Loài này được (L. f.) J. Presl miêu tả khoa học đầu tiên năm 1830.